# Sakju
Sakju (Hán Việt: Sóc Châu) là một huyện của tỉnh Pyongan Bắc tại Cộng hòa Dân chủ Nhân dân Triều Tiên. Huyện nằm ở bờ nam sông Áp Lục và bên bờ bắc là Trung Quốc. Trong nước, huyện giáp với Changsong ở phía đông, Chonma và Taegwan ở phía nam, và Uiju ở phía tây.
Dãy núi Kangnam nằm ở phía đông nam Sakju với đỉnh cao nhất là Munsan cao độ đạt 1046 m. Địa hình về mặt tổng thể là gồ ghề, với chỉ 13% diện tích là đất canh tác, và 80% diện tích là đất rừng. Nhiệt độ trung bình năm là 8,1 °C, dao động từ -10,1 °C vào tháng 1 cho đến 23,4 °C và tháng 8.
Ngành chăn nuôi chiếm một vị trí quan trọng trong kinh tế địa phương; Sakju dẫn đầu tỉnh về số cây hoa bia. Các cây trồng khác bao gồm lúa gạo, đỗ tương, khoai lang, ớt và hoa quả. Thêm vào đó, có một nhà máy thủy điện lớn trên sông Áp Lục với hồ chứa được tạo thành từ đập Supung.
Tuyến đường sắt Pyongbuk chạy qua địa bàn huyện, trên tuyến đường hẹp giữa Chongju và Chongsu (청수). Cũng có các hoạt động vận chuyển hàng hóa và hành khách trên sông Áp Lục. Năm 2008, dân số toàn huyện Sakju là 159.707 người (75.791 nam và 83.916 nữ), trong đó, dân cư đô thị là 119.101 người (74,6%) còn dân cư nông thôn là 40.606 người (25,4%).